# Volvectiphora plicatura
Volvectiphora plicatura är en tvåvingeart som beskrevs av Ronald Henry Lambert Disney 1997. Volvectiphora plicatura ingår i släktet Volvectiphora och familjen puckelflugor. Inga underarter finns listade i Catalogue of Life.